# Suíntila
Suíntila ou Suintila foi rei dos Visigodos de 621 a 631. Faleceu em 634.
Combatia contra os Bizantinos estabelecidos na Península Ibérica no ano de 620, às ordens de Sisebuto. No ano seguinte foi eleito rei, depois da morte de Recaredo II.
Já rei, Suíntila prosseguiu a luta contra os Bizantinos que ocupavam partes da Bética desde o século VI. Conseguiu expulsá-los e reuniu a Península Ibérica sob um único poder político.
Outro projecto do rei foi o de reforçar a autoridade da Coroa frente à nobreza e à Igreja. Tentou tornar a sucessão hereditária em vez de electiva, mas os poderes instalados reagiram fortemente, o que ditou o fracasso dos projectos de Suíntila.
Em 631 Sisenando, governador da Septimânia (actual Languedoc, em França, organizou uma conjura que pôs fim ao reinado de Suíntila. No IV Concílio de Toledo, em 633, presidido por Isidoro de Sevilha, arcebispo de Sevilha, Suíntila foi excomungado e todos os seus bens foram confiscados. Nesse mesmo concílio, Sisenando foi legitimado como rei e estabeleceu-se oficialmente o carácter electivo da monarquia visigoda. Suíntila morreu um ano depois.